# Trentepohlia (Mongoma) tenera
Trentepohlia (Mongoma) tenera is een tweevleugelige uit de familie steltmuggen (Limoniidae). De soort komt voor in het Oriëntaals gebied.